# Quintus Hortensius
Quintus Hortensius war ein römischer Politiker aus der plebejischen Familie der Hortensier, der zu Beginn des 3. Jahrhunderts v. Chr. lebte.
Um gegen die sie bedrückende Schuldknechtschaft zu protestieren, zog die Plebs – das nichtadlige römische Volk – im Jahr 287 v. Chr. aus Rom aus und versammelte sich auf dem Hügel Ianiculum. Eine solche secessio plebis war eine Art Streik gegen die Wehrverfassung, der als Druckmittel funktionierte, weil der römische Adel (das Patriziat) auf den Wehrdienst des Plebs angewiesen war, um Krieg zu führen. Angesichts dieser Notsituation wurde Hortensius, ein Plebejer, zum Diktator ernannt. Er brachte als Reaktion ein Gesetz ein, die Lex Hortensia, mit der Beschlüsse der Plebs (plebis scitum, Plebiszit) den Rang einer Lex bekamen und damit für das gesamte Volk verbindlich waren – auch für die Patrizier, die dem Gesetz noch eine Zeit lang die Anerkennung, auch für den Adel zu gelten, verweigerten. Außerdem wurden im Interesse der Landbevölkerung die Nundinae als Gerichtstage festgelegt.
Mit der Lex Hortensia wurden die Ständekämpfe in Rom beendet.